# Justin Francis Rigali

Justin Francis Rigali, född 19 april 1935 i Los Angeles i Kalifornien, är en amerikansk romersk-katolsk kardinal. Han var 2003–2011 ärkebiskop av Philadelphia.

## Uppväxt och prästvigning
Kardinal Rigali är son till Henry A. Rigali och Frances Irene White, och växte upp i en syskonskara på sju; en syster, Charlotte Rigali, är nunna, och en bror, Norbert J. Rigali, är jesuitpräst. 
Han studerade filosofi och teologi i Los Angeles och senare vid Gregoriana i Rom, där han doktorerade i kanonisk rätt. Rigali prästvigdes den 25 april 1961 av kardinal James Francis McIntyre, ärkebiskop av Los Angeles. Han var assisterande präst i Peterskyrkan under Andra Vatikankonciliets två första sessioner 1962 och 1963. Rigali följde som engelskspråkig översättare med påve Paulus VI på flera av dennes utlandsresor, bland annat i Asien, Australien och Oceanien. Han följde även med påve Johannes Paulus II på dennes USA-besök 1979 och 1987.

## Biskop Rigali
Efter en rad diplomatiska uppdrag vigdes Rigali till titulärärkebiskop av Volsinium (Bolsena), och mottog biskopsvigningen av Johannes Paulus II. Under de därpå följande åren var han knuten till Vatikanen, där han bland annat arbetade inom Biskopskongregationen och Påvliga rådet för lekfolket.
I januari 1994 utnämnde påve Johannes Paulus II Rigali till ärkebiskop av Saint Louis. Under sin tid på denna biskopsstol gjorde sig Rigali känd som en god administratör. Han visade även ett särskilt intresse för skolorna i stiftet. Vid påvens pastorala resa till USA i januari 1999 var ärkebiskop Rigali värd.

## Kardinal Rigali
I juli 2003 utsågs Rigali till ärkebiskop av Philadelphia, och senare samma år, den 21 oktober, utnämndes han till kardinalpräst med Santa Prisca på Aventinen som titelkyrka. 
Påve Johannes Paulus II avled den 2 april 2005, och Rigali deltog i konklaven som valde den nye påven, Benedictus XVI.
I juni 2006 deltog ärkebiskop Rigali, tillsammans med ärkebiskopen av Newark, John J. Myers, och ärkebiskopen av Boston, Seán Patrick O'Malley, i en presskonferens sammankallad av president Bush i Vita Huset. De tre ärkebiskoparna ville ge sitt stöd åt Bush som planerade att i senaten lägga fram ett lagförslag för att förbjuda äktenskap för homosexuella par.
Den 21 januari 2008, på den heliga Agnes festdag, var kardinal Rigali huvudcelebrant och predikant vid en mässa för livet i Washington DC. I mässan, som övervarades av över 8000 personer, predikade kardinal Rigali med emfas och klarhet om livets helighet och okränkbarhet. Han yttrade bland annat:
”Dagligen påminns vi om de omedelbara hoten mot livet genom abort, experiment med mänskliga foster och den falska barmhärtighet som ligger bakom läkarassisterat självmord och dödshjälp”.

### Fotnoter
1. ↑  Pro-Life Mass Packed to the Rafters Arkiverad 27 januari 2008 hämtat från the Wayback Machine.. Webbåtkomst 2008-02-04.